# UFC Fight Night: Swanson vs. Stephens
UFC Fight Night: Swanson vs. Stephens è stato un evento di arti marziali miste tenuto dalla Ultimate Fighting Championship il 28 giugno 2014 all'AT&T Center di San Antonio, Stati Uniti.

## Retroscena
Si tratta del primo evento nella storia dell'UFC ad essere organizzato a San Antonio: l'ultima volta che un'organizzazione di proprietà della Zuffa si recò nella città texana fu nel 2009 con l'evento WEC 43: Cerrone vs. Henderson dell'ormai defunta promozione WEC.
Sempre il 28 giugno 2014 si tenne anche UFC Fight Night: Te Huna vs. Marquardt in Nuova Zelanda.
Il match tra Kelvin Gastelum e Nico Musoke avrebbe dovuto essere un incontro di pesi welter, ma Gastelum non riuscì a scendere sotto le 173 libbre e per questo dovette cedere il 20% della propria paga al rivale e la sfida venne registrata come catchweight.

## Risultati
|                  | Divisione                |                       |                 |                    | Metodo                                      | Round           | Tempo           | Premio          |
| Card principale  | Card principale          | Card principale       | Card principale | Card principale    | Card principale                             | Card principale | Card principale | Card principale |
| ---------------- | ------------------------ | --------------------- | --------------- | ------------------ | ------------------------------------------- | --------------- | --------------- | --------------- |
|                  | Pesi Piuma               | Cub Swanson           | batte           | Jeremy Stephens    | Decisione unanime (49-46, 49-46, 48-47)     | 5               | 5:00            | FOTN            |
|                  | Catchweight (173 libbre) | Kelvin Gastelum       | batte           | Nico Musoke        | Decisione unanime (29-28, 29-28, 29-28)     | 3               | 5:00            |                 |
|                  | Pesi Medi                | Cézar Ferreira        | batte           | Andrew Craig       | Decisione unanime (29-28, 29-28, 30-27)     | 3               | 5:00            |                 |
|                  | Pesi Piuma               | Ricardo Lamas         | batte           | Hacran Dias        | Decisione unanime (30-27, 30-27, 29-28)     | 3               | 5:00            |                 |
|                  | Pesi Medi                | Clint Hester          | batte           | Antônio Braga Neto | Decisione non unanime (28-29, 29-28, 29-28) | 3               | 5:00            |                 |
|                  | Pesi Leggeri             | Joe Ellenberger       | batte           | James Moontasri    | Decisione non unanime (28-29, 29-28, 29-28) | 3               | 5:00            |                 |
| Card preliminare |                          |                       |                 |                    |                                             |                 |                 |                 |
|                  | Pesi Leggeri             | Carlos Diego Ferreira | batte           | Colton Smith       | Sottomissione (rear naked choke)            | 1               | 0:38            | POTN            |
|                  | Pesi Gallo               | Cody Gibson           | batte           | Johnny Bedford     | KO Tecnico (pugni)                          | 1               | 0:38            |                 |
|                  | Pesi Medi                | Marcelo Guimarães     | batte           | Andy Enz           | Decisione non unanime (27-30, 29-28, 29-28) | 3               | 5:00            |                 |
|                  | Pesi Mosca               | Ray Borg              | batte           | Shane Howell       | Sottomissione Tecnica (rear naked choke)    | 1               | 2:17            | POTN            |
|                  | Pesi Massimi             | Alexey Oleinik        | batte           | Anthony Hamilton   | Sottomissione (neck crank)                  | 1               | 2:18            |                 |

## Premi
I lottatori premiati ricevettero un bonus di 50.000 dollari.
Legenda:
- FOTN: Fight of the Night (vengono premiati entrambi gli atleti per il miglior incontro dell'evento)
- POTN: Performance of the Night (viene premiato il vincitore per la migliore performance dell'evento)

## Incontri annullati
|  | Divisione    |                 |        |                 | Motivo                                            |
|  | ------------ | --------------- | ------ | --------------- | ------------------------------------------------- |
|  | Pesi Gallo   | Johnny Bedford  | contro | Rani Yahya      | Yahya infortunato                                 |
|  | Pesi Leggeri | Myles Jury      | contro | Abel Trujillo   | Jury infortunato                                  |
|  | Pesi Leggeri | Joe Ellenberger | contro | Frank Trevino   | Trevino venne scelto per affrontare Abel Trujillo |
|  | Pesi Leggeri | Frank Trevino   | contro | Abel Trujillo   | Trevino infortunato                               |
|  | Pesi Leggeri | Joe Ellenberger | contro | Johnny Case     | I medici non autorizzarono Case a combattere      |
|  | Pesi Welter  | Sean Spencer    | contro | Luiz Dutra Jr.  | Dutra infortunato                                 |
|  | Pesi Mosca   | Ryan Benoit     | contro | Ray Borg        | Benoit infortunato                                |
|  | Pesi Leggeri | Joe Ellenberger | contro | Bryan Barberena | Barberena infortunato                             |